# Heinrich Clam-Martinic
Heinrich Karl Maria (bis 10. April 1919 Graf) Clam-Martinic (* 1. Jänner 1863 in Wien; † 7. März 1932 in Klam, Oberösterreich) war ein führender Politiker Österreich-Ungarns und k.k. Ministerpräsident im Ersten Weltkrieg.

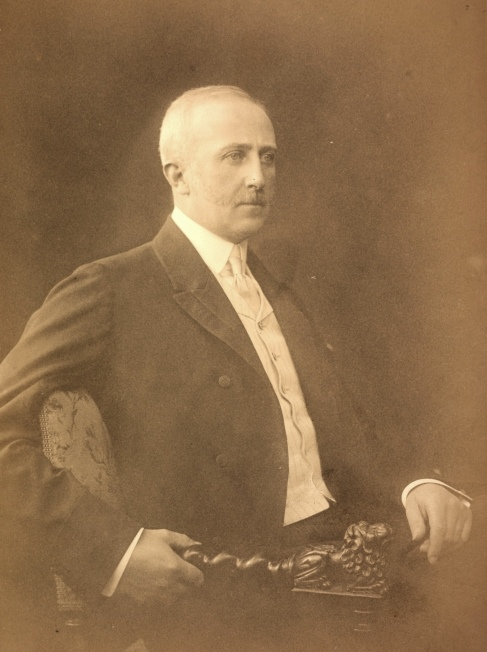
Heinrich Clam-Martinic

## Leben
Heinrich Clam-Martinic war der Sohn von Richard Clam-Martinic, dieser hatte nach dem Tod seines Bruders Heinrich Jaroslav Graf Clam-Martinic eine führende Stellung in der aristokratischen Partei übernommen.
Heinrich Karl war Freund und Vertrauter des Thronfolgers Franz Ferdinand, den er auf dessen Weltreise 1892/93 begleitet hatte. Gemeinsam mit dem Thronfolger trug er während dieser Weltreise eine größere Sammlung ethnographischer Objekte zusammen, die danach dem Völkerkundemuseum in Wien geschenkt wurde. Im Museum von Schloss Artstetten ist dieser Sammlung ein Raum gewidmet. Seit 1894 war Clam-Martinic Mitglied des böhmischen Landtags sowie seit 1902, von Franz Joseph I. auf Lebenszeit berufen, Mitglied des Herrenhauses des Reichsrats (das Herrenhaus wurde am 12. November 1918 für abgeschafft erklärt).
Im Weltkrieg kämpfte er als Generalmajor an der russischen und der italienischen Front.
Clam-Martinic wurde im Oktober 1916 als Vertreter der ausgleichbereiten Tschechen in die Regierung Koerber berufen und zum Ackerbauminister ernannt.
Nach dem Tod Kaiser Franz Josephs ernannte ihn der neue Kaiser Karl I. am 20. Dezember 1916 zum österreichischen Ministerpräsidenten (Ministerium Clam-Martinic). Dieses Amt übte er bis zum 23. Juni 1917 aus, als das Ministerium Seidler die Nachfolge antrat.
Clam schlug dem Kaiser vor, den seit Frühjahr 1914 sistierten Reichsrat, das Parlament Cisleithaniens, wieder einzuberufen; sein Versuch, alle Nationalitäten in Parlament und Regierung einzubinden (Seien wir vor allem Österreicher!) scheiterte jedoch. Die Vertreter der Nationalitäten gaben am 30. Mai 1917 in der ersten Sitzung des Abgeordnetenhauses grundsätzliche Erklärungen über die Interessen ihrer Völker ab. Sie nahmen die Ereignisse im Herbst 1918 vorweg, wurden aber vom Kaiser und den Ministerpräsidenten Österreichs und Ungarns offenbar zu wenig beachtet oder nicht ernst genommen.
Clam-Martinic war böhmischer Hocharistokrat reinster Prägung, vertrat den deutschen Kurs, jedoch ohne sich für ihn nach außen hin zu exponieren. Ein wichtiges politisches Ziel war für ihn die Einführung der deutschen Sprache in Böhmen und Mähren als alleiniger Amtssprache, ein angesichts der tschechischen Bevölkerungsmehrheit völlig irreales Ziel.
Die nationalen Verhältnisse plante er an die Vorkriegsforderungen der deutschen Seite anzupassen: Durch Abtrennung Galiziens von Cisleithanien sollten die Stimmverhältnisse zu Gunsten einer deutschen Mehrheit im Reichsrat verändert werden. Dass die Tschechen, in den böhmischen Ländern in der Mehrheit, sich nicht auf Dauer von Wien aus regieren lassen wollten, wurde ignoriert. Die mit Serbien und Montenegro vereinigten südslawischen Gebiete (außer Slowenien mit einer eigenen Autonomie) sollten in subdualistischer Form an Ungarn angegliedert werden, das mit (West-)Galizien vereinigte Königreich Polen an Österreich. Diese Pläne scheiterten jedoch unter anderem am ungarischen Widerstand und der russischen Februarrevolution; der von Ungarn gehütete (und schon vor 1914 gegen Thronfolger Franz Ferdinand verteidigte) Dualismus war darauf angelegt, die gewünschte Einheit von Tschechen und Slowaken sowie die Landeseinheit aller Kroaten zu verhindern.
Vom 10. Juli 1917 an war Clam bis zum Ende des Ersten Weltkrieges als Nachfolger Viktor Weber Edler von Webenaus Militärgouverneur des von der k.u.k. Armee besetzten Montenegro. Am 21. Februar 1918 ernannte ihn der Kaiser zum Ritter des Ordens vom Goldenen Vlies. Mit dem Adelsaufhebungsgesetz, das von der deutschösterreichischen Nationalversammlung am 3. April 1919 beschlossen wurde und am 10. April 1919 in Kraft trat, wurde Clams Grafentitel hinfällig.